# Benz Break
La Benz Break è un'autovettura prodotta tra il 1899 e il 1901 dalla Casa automobilistica tedesca Benz & Cie.

## Profilo e caratteristiche
Nel 1899 la Benz lanciò un modello abbastanza insolito nel primordiale panorama automobilistico europeo di fine XIX secolo. Tale modello era la Break, una vettura che può di fatto essere indicata come l'antesignana delle moderne monovolume e dei moderni furgoncini predisposti per il trasporto di più persone. E difatti la Break venne concepita proprio per questo genere di trasporto. Il suo corpo vettura era di tipo tonneau, come in altri modelli europei, ma la parte posteriore era piuttosto allungata e ampliata per permettere l'abitabilità da parte di un numero elevato di passeggeri. La vettura era inoltre dotata di tendina parasole amovibile. Nonostante lo sviluppo della parte posteriore, le dimensioni della vettura erano piuttosto ridotte, poiché la vettura misurava 3.25 m di lunghezza, ma permetteva posti a sedere per 8 o addirittura per 12 persone. Tali erano infatti le due versioni previste per la Break.

La Break 8 Plätze (8 posti in tedesco) montava il bicilindrico boxer da 2690 cm³ previsto per le contemporanee Dos-à-Dos e Spider, mentre la Break 12 Plätze, vista la possibilità di ospitare un numero maggiore di passeggeri, montava un motore più potente, sempre bicilindrico, ma da ben 4245 cm³. L'unità motrice minore erogava 10 CV a 920 giri/min, mentre quella maggiore arrivava a 15 CV a 820 giri/min. Entrambi i motori montavano uno schema di distribuzione con valvole di aspirazione automatiche e valvole di scarico comandate. Il cambio era manuale a 3 marce con trasmissione a catena, mentre i freni erano a nastro sulle ruote posteriori.

Entrambe le vetture erano accreditate di una velocità massima di 35 km/h.